# Maria Masucci
Maria Grazia Masucci, född 15 januari 1953 i Italien, är en italiensk-svensk läkare och medicinsk forskare.
Masucci genomgick läkarutbildning vid Universitetet i Ferrara, där hon tog examen 1977. Hon är specialistkompetent läkare i onkologi. Hon påbörjade forskarutbildning i mikrobiologi i Ferrara, men flyttade senare över till Karolinska Institutet där hon 1985 disputerade med en doktorsavhandling om Epstein-Barr-virus. Hon blev 1987 docent i tumörbiologi och 1997 professor i virologi vid Karolinska Institutet.
Hennes forskning gäller kopplingen mellan virusinfektioner, cancersjukdomar och immunförsvaret.
Masucci invaldes 2006 som ledamot av Kungliga Vetenskapsakademien.